# Macrocera matilei
Macrocera matilei är en tvåvingeart som beskrevs av Nelson Papavero 1978. Macrocera matilei ingår i släktet Macrocera och familjen platthornsmyggor.
Artens utbredningsområde är Colombia. Inga underarter finns listade i Catalogue of Life.